# Hazel Tubic

a Compétitions nationales et continentales officielles uniquement.

b Matchs officiels uniquement.
Dernière mise à jour le 8 août 2025.
Hazel Tubic, née le 31 décembre 1990 à Huntly (Nouvelle-Zélande), est une joueuse internationale néo-zélandaise de rugby à XV et internationale de rugby à sept évoluant aux postes de demi d'ouverture et d'arrière. Licenciée au Manurewa RFC, elle représente la province des Counties Manukau en Farah Palmer Cup et joue avec les Chiefs Manawa en Super Rugby Aupiki.

## Biographie
Hazel Tubic naît le 31 décembre 1990 à Huntly en Nouvelle-Zélande. Elle commence à jouer au rugby à XV à l'âge de neuf ans au club local[Lequel ?], au sein d'équipes mixtes. C'est au lycée qu'elle commence à prendre le rugby au sérieux, notamment en voyant jouer les Black Ferns à la Coupe du monde 2006.[réf. nécessaire]
Elle fait ses débuts en équipe nationale en 2011 mais ne gagne que peu de temps de jeu au cours des saisons suivantes.
Elle est toutefois sélectionnée pour la Coupe du monde 2017, où les Néo-Zélandaises remportent le titre.
Par la suite elle n'entre plus dans les plans de l'équipe technique des Black Ferns, aussi elle part jouer au Japon, à Nagato, alternant saison de Farah Palmer Cup et saison japonaise du circuit à sept. Cela lui permet de jouer toute l'année et de bien gagner sa vie. Après la pandémie de Covid-19, elle décide de rentrer au pays, espérant obtenir une nouvelle chance en équipe nationale. Elle n'est pas sélectionnée pour les diverses tournées, au point qu'elle hésite à repartir au Japon pour y finir sa carrière.[réf. nécessaire]
Elle décide finalement de rester et de tout faire pour revenir avec les Black Ferns pour la Coupe du monde. En 2021, elle joue le premier match de l'histoire des Chiefs Manawa à l'Eden Park.[réf. nécessaire]
En 2022, elle est sélectionnée pour disputer la Pacific Four Series en remplacement de plusieurs joueuses blessées. Elle compte 16 sélections en équipe nationale quand elle est retenue en septembre pour disputer la Coupe du monde. Elle n'a plus été rappelée avec les Black Ferns depuis.
Son entraineuse Crystal Kaua (en) la considère comme « la joueuse la plus sous-cotée de l'histoire du rugby néo-zélandais ».

## Palmarès

### En province
- Vainqueur du National Provincial Championship en 2009, 2011, 2012, 2013, 2014, 2015 et 2016.
- Finaliste du National Provincial Championship en 2017 et 2018.

### En équipe nationale
- Vainqueur de la Coupe du monde en 2017 et 2021.
- Vainqueur de la Pacific Four Series en 2022.